# The Lord of the Rings (phim 1978)
The Lord of the Rings (tiếng Việt: Chúa nhẫn, tiếng Tây Ban Nha: El señor de los anillos) là một bộ phim hoạt họa phiêu lưu mạo hiểm có yếu tố hiện thực huyền ảo do Ralph Bakshi đạo diễn, được xuất phẩm vào ngày 15 tháng 11 năm 1978 tại Bắc Mỹ và Tây Âu.

## Lịch sử

### Khởi nguyên
Ở đầu thập niên 1970, nhà điện ảnh kì cựu Ralph Bakshi bắt đầu thí nghiệm những phong cách hoạt họa thủ công kiểu mới nhằm tiết kiệm thời gian và tài chính.
Nếu như trong các thập niên trước, giới điện ảnh Bắc Mỹ và Tây Âu tích cực học tập phong cách Nàng Bạch Tuyết và bảy chú lùn (Walt Disney, 1937) để tiến hành kĩ thuật phỏng động tác diễn viên trên giấy hoặc kính. Thế nhưng phương pháp này tỏ ra vô cùng hao tổn nhân lực, vật chất và thời gian, cho nên chỉ có những hãng điện ảnh lớn hoặc liên minh nhiều hãng may ra mới hoàn thành được, trong khi doanh thu và cả thành tựu nghệ thuật cũng chưa chắc đã khả quan. Vậy nên kể từ thập niên 1960, khi xu hướng điện ảnh thế giới phát triển với tốc độ nhanh dần, quỹ thời gian và tài chính cho mỗi đề án điện ảnh bị rút ngắn một nửa so với trước để các hãng dễ bề thao túng thị trường, mà công chúng và báo giới cũng không đủ kiên nhẫn đợi cả năm chỉ để coi một cuốn phim quảng cáo rùm beng, điều này khiến phương pháp truyền thống Walt Disney trở nên lạc hậu và đánh mất dần thị phần hoàn vũ.
Vì thế, theo hồi tưởng sau này của Ralph Bakshi, ngay ở giai đoạn đó ông đã nêu ý tưởng cách tân phương pháp chế tác hoạt họa thủ công. Ở 4 cuốn phim đầu (1972 - 1977), ông thí nghiệm đồ họa bóng đổ theo động tác diễn viên đứng sau tấm kính, nhưng phương pháp này bị giới hạn bởi khi lên phim thì phối hợp cảnh trí và nhân vật kém phong phú, thậm chí một số báo chí bấy giờ phê bình là quá sượng.
Cuối năm 1977, sau khi tình cờ đọc một ấn bản cũ của tác gia J. R. R. Tolkien lấy trong hộc tủ của con trai, Ralph Bakshi nảy ra ý tưởng chuyển thể toàn bộ hợp tuyển Chúa nhẫn thành phim hoạt họa, bởi ông nhận thấy yếu tố siêu tưởng trong tác phẩm giúp các đồng nghiệp của ông tại xưởng đồ họa thoải mái thi triển các kĩ năng sẵn có. Theo đề nghị của một họa sĩ diễn hoạt, phương pháp bóng đổ xuyên kính vẫn được xử dụng, nhưng những cảnh phụ phải do diễn viên đóng để khiến động tác đạt hiệu quả chân thực nhất. Cũng theo vị họa sĩ này, phim cuộn quay những cảnh đó sẽ được in tráng theo kĩ thuật phơi sáng để cho ra cảm giác diễn họa thủ công chứ không phải người thật, chỉ nổi động tác mà thôi.
Hơn thế nữa, Chúa nhẫn cũng là đề án hoạt họa điện ảnh tiên phong trên thế giới áp dụng phương pháp quay hỗn hợp thay vì đơn máy như truyền thống bấy lâu. Bên cạnh đó, ngay từ khi phác thảo, nhà chế tác Saul Zaentz đã đề xuất thêm sự cần thiết phải cải tiến chuỗi kĩ thuật phối cảnh, chuyển cảnh, cắt cảnh, xoay cảnh và xóa cảnh trong hoạt họa truyền thống để sao cho gây cảm giác tăng nhịp dần đều trên từng trường đoạn diễn biến phim. Phương pháp này về sau được tạm gọi "nguyên lý Bakshi".
Qua một hồi cân nhắc, tổng giám chế Ralph Bakshi quyết định thực hiện. Vì thế đề án Chúa nhẫn được triển khai ngay đầu năm 1978 và chỉ sau nửa năm đã hoàn tất giai đoạn hậu kì để kịp tiến hành công chiếu vào mùa đông cũng năm đó.

### Thi pháp
Theo Ralph Bakshi, ngay từ năm 1950, Chúa nhẫn đã từng là một trong các ý tưởng "bị bỏ xó" mà ông đề xuất với công ty Terrytoons, vì bấy giờ Bakshi chỉ là một họa sĩ học việc trực thuộc dây truyền chế tác. Năm 1957, ông còn đề nghị lần nữa, nhưng công ty không xuất vốn với lý do chưa đảm bảo kĩ thuật và coi là dự án "viển vông". Đề án tưởng chừng bị lãng quên cho mãi tới ba thập niên sau.
Thế nhưng ở thời điểm 1978 - khi kĩ nghệ hoạt họa thế giới đã có sự phát triển đến tột bực, các ý tưởng vụn của Ralph Bakshi có dịp thăng hoa rực rỡ. Nhóm đảm trách sáng tạo chính trong công ty Bakshi Productions dựa vào những phác họa kèm mô tả nhân vật của tác gia J. R. R. Tolkien để tái hình dung về cách dựng ảnh. Ở phác thảo sơ khởi, nhóm nhân vật Trung Nguyên và Mordor đều được tạo hình theo văn hóa Trung Âu trung đại, trong khi nhân vật ở Rivendell lại hoàn toàn theo kiểu La Mã, và sau rốt nhóm nhân vật Tây Vực lại có vẻ là kiểu Bắc Âu tiền Cơ Đốc. Thậm chí khi phim công chiếu, giới kí giả lập tức trào phúng nhân vật Aragorn nom không khác gì người da đỏ Nam Mỹ.
— Jerry Beck, Kĩ năng hoạt họa cơ bản (The animated movie guide)
Ngoài ra, trong tiến trình triển khai công đoạn phác thảo nền, nhóm họa sĩ diễn hoạt bày thêm các kĩ thuật hình chồng hình và màu chồng màu mà được giới chuyên gia sau này gọi tếu là "kiểu Michelangelo" hoặc "phong cách huynh đệ Hildebrandt", như vậy khiến cho chuỗi chuyển động nhân vật linh hoạt như đời thực (các quỹ đạo hình khối, trơn sần, mờ tỏ, chớp tắt, xa gần, động tĩnh...) nhưng vẫn đảm bảo nguyên lý đượm màu trước ánh mắt. Tổ hợp phương pháp này về sau được Ralph Bakshi cải tiến liên tục trong các xuất phẩm American Pop (1981), Lửa và băng (1983), Thế giới vui nhộn (1992). Để đến hiện đại hậu kì, các giáo trình điện ảnh hoạt họa cấp cao học thường gọi phương pháp kiểu này là "trường phái Fantasia", chỉ dành cho chuyên viên hoạt họa bậc trung trở lên.
Trong kịch bản, nhà chế tác cương quyết giữ nguyên khẩu ngữ bằng tiếng Tolkien, nhưng để cho lớp khán giả chưa kịp đọc truyện tiện theo dõi, riêng tại bản phim đem chiếu rạp phải có kèm dòng phụ đề. Phần hình thù Chúa Nhẫn và ngọ môn Moria hoàn toàn trung thành với bản phác của tác gia J. R. R. Tolkien. Ngoài ra, các ngữ cảnh gọi Saruman, Saurman, Ruman và Aruman được duy trì hệt như mạch truyện nhằm tăng tính liên tưởng.
Nhờ thế, trong khoảng hai thập niên sau khi phim công chiếu, trong giới trẻ Anh ngữ hình thành trào lưu "sùng bái Tolkien", tiến hành mô phỏng thế giới quan kiểu Chúa nhẫn bằng đồ hình. Đồng thời, khiến cho loạt tác phẩm Chúa nhẫn lại trở thành sách bán chạy hơn cả khi mới xuất hiện trước đó hàng nửa thế kỷ.

## Nghệ thuật

### Nội dung
1. Đội tí hon
- Khi phiêu lưu với đoàn Nụy qua Dãy Giăng Mùng, ông tí Bilbo Baggins nhặt được Chúa Nhẫn tuột tay Gollum.
- Qua tra khảo Gollum, Minh Chúa Sauron đón biết bèn biệt phái Ma Nhẫn bủa đi lùng Bilbo đòi Nhẫn.
- Bilbo hưởng Nhẫn ở quê Shire hơn chục năm, mà rồi phù thủy Galdalf phát hiện liền bắt bỏ.
- Ông Bilbo đành để Nhẫn cho cháu trai Frodo, không nhắn lời nào rồi bỏ nhà đi biệt tích.
- Lâu sau, Galdalf về Shire hối Frodo đem Nhẫn đi Mordor hủy, vội lập Đội Tí Hon gồm Frodo, Sam, Merry và Pippin.
- Thầy Galdalf về Isengard bẩm giáo trưởng Saruman, không ngờ lão giở mặt cầm hãm trên tháp.

2. Đoàn hộ nhẫn
- Bốn chàng tí nghỉ chân ở Bree chờ Galdalf, bèn bị gã bí ẩn Aragorn bám theo vào quán Ngựa Lồng.
- Aragorn tình nguyện làm hoa tiêu quá cảnh Rivendell, nhưng nửa đàng thì Frodo trúng ma đao suýt chết.
- Tại Hội Đồng Rivendell, chúa Elrond lập Đoàn Hộ Nhẫn gồm Galdalf, Aragorn, Boromir, Legolas, Gimlí và đội tí.
- Đoàn bị Quái quân phục kích ở Moria, thầy Galdalf Tóc Xám chiến Balrog cho cả bọn chuồn êm.
- Những người còn lại kịp trốn vào Lothlórien nương nhờ bà chúa Galadriél.
- Lúc rời rừng vàng, Boromir định cướp Nhẫn thì phục binh Quái tộc bắn tử thương.
- Frodo và Sam xuôi thuyền sang Rohan, Merry-Pippin bị bắt rồi trốn vào rừng Fangorn.
- Aragorn sa xuống vực biệt tích, Legolas và Gimlí bị bầy Quái truy kích chạy miết. Đoàn Hộ Nhẫn tan rã.

3. Liên quân Nhân-Yêu
- Thầy Galdalf Tóc Bạc may mắn thoát nạn bèn quay về nhánh sông tìm đồng bọn.
- Legolas và Gimlí bày mưu tới đồn Hẻm Helm trước, phần Galdalf bệ kiến vua Théoden xin động binh ứng trợ.
- Gian thần Gríma xúc xiểm Galdalf vào tai vua, nhưng bị Galdalf vạch mặt, bèn chuồn sang Mordor chầu Sauron.
- Minh Chúa sai quái vật Shelob đánh đồn thăm dò, Đoàn Hộ Nhẫn bèn tái lập ở Hẻm Helm để ra sức kháng cự.
- Aruman hiệp với Sauron phát công bờ cõi Rohan, bỗng đâu Aragorn đem kị xạ về quét Quái tộc khỏi Trung Nguyên.

### Kĩ thuật
Bộ phim được thực hiện tại Castilla-La Mancha (diễn hoạt) và California (diễn họa) cùng năm 1978.
1. Sản xuất
- Điều phối : Phil Carroll
- Hóa trang : Patricia Messina
- Phụ tá : John Sparey
- Hòa âm : Stephen Katz, Carl Lewis, Bob Minkler, Bill Mumford, Dan Sharp, Bill Varney, Cathy McKelvey, John Post, Curt Schulkey
- Kĩ xảo : Antonio Parra, Michael Peraza Jr, James W. Riley
- Nhiếp ảnh : Phil Bray
- Y phục : William Barbe, Lynne Betner, Hollis Trainer

2. Diễn xuất
- Frodo — Christopher Guard
- Gandalf — William Squire
- Samwise Gamgee — Michael Scholes
- Aragorn — John Hurt
- Merry — Simon Chandler[10]
- Pippin — Dominic Guard
- Bilbo — Norman Bird
- Boromir — Michael Graham Cox
- Legolas — Anthony Daniels
- Gimlí — David Buck
- Gollum — Peter Woodthorpe
- Saruman Muôn Màu — Fraser Kerr
- Théoden — Philip Stone
- Gríma Lưỡi Trùng — Michael Deacon
- Elrond — André Morell
- Barliman Butterbur — Alan Tilvern
- Galadriel — Annette Crosbie
- Mộc tinh — John Westbrook

## Phong hóa
Đại chiến hai cánh quân

Tạo hình nhân vật Aragorn.

Cùng thời điểm nhóm Bakshi còn ở khâu lập kế hoạch sản xuất, đề án Bakshi-Zaentz vướng vào cuộc chạy đua mua-bản-quyền với tổ hợp Rankin-Bass. Nhà điều hành Saul Zaentz thậm chí thưa ra pháp viện hòng chặn nhóm Rankin-Bass chiếu phim trước, nhưng cuối cùng tòa án xử Bakshi-Zaentz được cuốn Đoàn hộ nhẫn và nửa đầu cuốn Hai tòa tháp, còn nửa sau cuốn Hai tòa tháp và Đức vua trở về thuộc Rankin-Bass. Ngoài ra, các hậu duệ nhà Tolkien lại đề nghị các bên chuyển thể nốt cuốn Chàng Hobbit, trong khi đạo diễn Bakshi chê tác phẩm này có "giọng điệu trẻ con" và khước từ, thì rốt cuộc nhóm Rankin-Bass nhận thực hiện với phí bản quyền tương đối dễ chịu. Sự kiện này đương thời được báo giới biếm trích là "Đại chiến Tolkien" (Battle of Tolkien, Battle for Tolkien's...) hoặc "Đại chiến hai cánh quân" (Battle of the two armies).
Tuy nhiên, hai bản phim Chàng Hobbit (1979) và Đức vua trở về (1980) của hãng Rankin/Bass dù được phát đại trà trên hệ thống truyền hình cáp quốc gia nhưng đạt tỉ suất khán giả rất thấp. Khi báo giới phỏng vấn, Ralph Bakshi nêu quan điểm rằng những cuốn này đã hạ phẩm chất trứ tác kinh điển Tolkien (an awful, rip-off version of The Hobbit). Bên cạnh đó, sau khi coi bản phim Bakshi, bà Priscilla Tolkien - một trong những người thừa kế bản quyền Chúa nhẫn - đã có những phát biểu hàm ý khen ngợi.
Mặc dù vậy, sang thập niên 1980, khi nhà Tolkien đề nghị nhóm Bakshi-Zaentz tái xúc tiến các phần Chúa nhẫn còn lại, nhưng do nhiều nguyên nhân khách quan nên đạo diễn Ralph Bakshi từ chối. Rốt cuộc, vào năm 1987, khi hãng Warner Bros tiếp nhận tổ hợp Rankin/Bass đã mua đứt bản quyền Chúa nhẫn Bakshi để nối ba phần lại thành loạt phim thống nhất. Khi hãng đem chào hàng tại các hệ thống truyền hình, đa số nhà phê bình đều nghiêng về chất lượng bản Bakshi hơn.
Thế hệ nuối tiếc
Bộ phim hoạt họa Chúa nhẫn đạt doanh thu 30.5 triệu Mĩ kim riêng địa hạt Bắc Mỹ và 3.2 triệu nữa tại Anh Quốc, chưa thống kê những thị trường khác trên thế giới, trong khi tổng kinh phí chỉ chưa đầy 4 triệu. Tuy nhiên, thành công dang dở khiến công luận Anh ngữ áy náy suốt thời gian dài (it received mixed reactions from critics, and hostility from disappointed viewers that it was incomplete ; there was no official sequel to cover the remainder of the story).
Trong ba thập niên sau khi ra đời, bắt đầu từ những năm 1980, bản phim Chúa nhẫn của Bakshi là cuốn phim được chiếu thường xuyên nhất ở khung 22:00 trên kênh thiếu nhi trực thuộc đài BBC. Theo nhà điện ảnh Peter Jackson, ông từng đọc truyện Chúa nhẫn khi còn nhỏ trong một lần giết thời giờ trên hỏa xa và vô cùng yêu thích. Tuy nhiên, khi đón coi bản Chúa nhẫn Bakshi, ông "thuộc về thế hệ trẻ nuối tiếc" vì phim không được trọn vẹn. Điều này kích thích Peter Jackson dấn thân vào điện ảnh và đau đáu hoàn tất bản điện ảnh này. Sau này, khi giới kí giả phỏng vấn nhân loạt Chúa nhẫn bản Jackson kết thúc, Ralph Bakshi thổ lộ rằng ông chưa hề coi bản phim này (I'm glad Peter Jackson had a movie to look at—I never did. And certainly there's a lot to learn from watching any movie, both its mistakes and when it works. So he had a little easier time than I did, and a lot better budget). Đồng thời, Bakshi chê Jackson kém hiểu biết và tung hê đủ thứ kĩ xảo chẳng qua để quảng cáo trò chơi điện tử. Nhưng tới năm 2015, ông Ralph Bakshi phải cáo lỗi và xin rút lại những nhận xét đó (apologized for some of his remarks).
Còn theo giới phê bình, Peter Jackson hầu như trung thành với thủ pháp tạo hình của Bakshi. Nhưng ở thời đại Jackson, kĩ xảo vi tính tối tân cho phép phỏng dựng những đại cảnh chân thực hơn phong cách thủ công thời Ralph Bakshi. Jackson thậm chí bắt chước Bakshi ở việc bỏ qua phần đầu Chàng Hobbit để chỉ tập trung vào cuộc phiêu lưu hủy Nhẫn, mãi hơn thập niên sau khi loạt Chúa nhẫn kết thúc thì ông mới dựng tiếp Chàng Hobbit và coi như phần tiền truyện, nhưng chỉ nhằm mục đích tôn vinh di sản của tác gia J. R. R. Tolkien. Khi báo giới phỏng vấn, Peter Jackson thường ngỏ ý hàm ơn Tolkien và Bakshi.
- Bắt đầu từ năm 1979, họa sĩ Luis Bermejo đã dùng bản điện ảnh Chúa nhẫn của Ralph Bakshi làm nguyên mẫu khai trương loạt mạn họa dựa theo nguyên tác Chúa nhẫn. Việc này đã được quỹ Tolkien cấp phép đặc biệt. Tuy nhiên, các tác phẩm này tuy tiêu thụ khá chạy tại Âu châu lại không được dịch sang Anh ngữ vì vi phạm mấy điều trong luật sở hữu trí tuệ[25].
- Thập niên 1980, tại Tô Liên và Nhật Bản từng có những đại dự án chuyển thể loạt truyện Chúa nhẫn[26][27], nhưng đều bị đình chỉ vô thời hạn vì chất lượng nghệ thuật không khả quan được so với bản Bakshi[28].
- Cho tới năm 2020, Chúa nhẫn Bakshi vẫn là xuất phẩm hoạt họa có lượng diễn viên cả đóng phối hợp và lồng tiếng lớn nhất thế giới.

## Liên kết
1. ↑  "A Tom Jung Lord of the Rings key art illustration for the one sheet poster". Bonham's. 2020. Lưu trữ bản gốc ngày 12 tháng 7 năm 2021. Truy cập ngày 12 tháng 7 năm 2021.
2. ↑  Beck, Jerry (2005). "The Lord of the Rings". The Animated Movie Guide. Chicago Review Press. tr. 154–156. ISBN 978-1-55652-591-9.
3. ↑  "The Lord of the Rings, Box Office Information". Box Office Mojo. Truy cập ngày 27 tháng 1 năm 2012.
4. ↑  "Featured Filmmaker: Ralph Bakshi". IGN. ngày 18 tháng 12 năm 2001. Truy cập ngày 6 tháng 1 năm 2021.
5. ↑  Gaslin, Glenn (ngày 21 tháng 11 năm 2001). "Ralph Bakshi's unfairly maligned Lord of the Rings". Slate. Truy cập ngày 28 tháng 12 năm 2020.
6. ↑  Maçek, J. C., III (ngày 2 tháng 8 năm 2012). "'American Pop'... Matters: Ron Thompson, the Illustrated Man Unsung". PopMatters. Truy cập ngày 28 tháng 12 năm 2020.{{Chú thích báo}}:  Quản lý CS1: nhiều tên: danh sách tác giả (liên kết)
7. ↑  Korkis, Jim (ngày 24 tháng 6 năm 2004). "If at first you don't succeed ... call Peter Jackson". Jim Hill Media. Bản gốc lưu trữ ngày 13 tháng 10 năm 2007. Truy cập ngày 15 tháng 4 năm 2021.
8. ↑  In his own words : Ralph Bakshi talks about The lord of the Rings
9. ↑  "John Hurt, Oscar nominated for 'The Elephant Man' dies at 77". CNBC. ngày 18 tháng 1 năm 2017. Truy cập ngày 13 tháng 6 năm 2020.
10. ↑  Canby, Vincent (ngày 15 tháng 11 năm 1978). "The Lord of the Rings". The New York Times. Truy cập ngày 21 tháng 12 năm 2020.
11. ↑  Lenburg, Jeff (2006). Who's who in Animated Cartoons: An International Guide to Film & Television's Award-winning and Legendary Animators. Hal Leonard Corporation. tr. 15. ISBN 978-1-55783-671-7.
12. ↑  Bakshi, Ralph; Zaentz, Saul (tháng 10 năm 1978) [1978]. The Film Book of J.R.R. Tolkien's the Lord of the Rings. Ballantine Books. ISBN 0-345-28139-X.
13. ↑  Korkis, Jim (ngày 15 tháng 11 năm 2013). "Animation Anecdotes #136". Cartoon Research. Truy cập ngày 21 tháng 12 năm 2020.
14. ↑  Culhane, John (ngày 27 tháng 11 năm 1977). "Will the Video Version of Tolkien Be Hobbit Forming?". The New York Times. tr. D33. Truy cập ngày 28 tháng 12 năm 2020.
15. ↑  "Legends of Film: Ralph Bakshi". Nashville Public Library. Bản gốc lưu trữ ngày 4 tháng 1 năm 2014. Truy cập ngày 21 tháng 12 năm 2020.
16. ↑  "Interview: Ralph Bakshi". FPS Magazine. Lưu trữ bản gốc ngày 14 tháng 7 năm 2017. Truy cập ngày 21 tháng 12 năm 2020.
17. ↑  "Interview with Ralph Bakshi". IGN Filmforce. ngày 25 tháng 5 năm 2004. Bản gốc lưu trữ ngày 18 tháng 2 năm 2006. Truy cập ngày 9 tháng 1 năm 2007.
18. ↑  Simmons, Stephanie; Simmons, Areya. "Ralph Bakshi on the recent DVD release of "Wizards"". Fulvuedrive-in.com. Truy cập ngày 21 tháng 12 năm 2020.
19. ↑  Pryor, Ian (2004). Peter Jackson: From Prince of Splatter to Lord of the Rings. Thomas Dunne Books. tr. 72. ISBN 978-0312322946.
20. ↑  Ain't it cool news. "20 Questions with Peter Jackson". Herr-der-ringe-film.de. Lưu trữ bản gốc ngày 18 tháng 3 năm 2020. Truy cập ngày 28 tháng 12 năm 2020.
21. ↑  "Peter Jackson interview". Explorations (October–November 2001). Barnes & Noble. tháng 10 năm 2001.
22. ↑  "John Howe, Illustrator: The Black Rider". John Howe. Lưu trữ bản gốc ngày 14 tháng 12 năm 2019. Truy cập ngày 28 tháng 12 năm 2020.
23. ↑  Tolkien, J. R. R.; Lee, Alan; Garland, Roger; Nasmith, Ted; Howe, John (1986). 1987 J. R. R. Tolkien Calendar. Ballantine Books.
24. ↑  Catalim, Esmeralda da Conceição Cunha (2009). The Trilogy of 'The Lord of the Rings': From Book to Film (PDF). University of Aveiro (master's thesis). tr. 48. Truy cập ngày 21 tháng 12 năm 2020. Jackson's films also owe a debt to the imagery of Ralph Bakshi and Saul Zaentz's 1978 cartoon film. The cartoon images of the hobbits hiding under tree roots, the Ringwraiths' raid on the prancing pony, and the arrowhead pursuit of Frodo in the 'Flight to the Ford' are all translated into live action.
25. ↑  "J.R.R. Tolkien comics". J.R.R. Tolkien miscellanea. Tolkien Library. Truy cập ngày 21 tháng 12 năm 2020.
26. ↑  Hình ảnh đề án Hobbit. Kho báu dưới núi
27. ↑  Хроники Толкина
28. ↑  «Сокровища под горой» — вдохновенье для «Хоббита» ?

### Tư liệu
- Chúa nhẫn trên Internet Movie Database
- Chúa nhẫn tại Big Cartoon DataBase
- Chúa nhẫn trên trang AllRovi
- Chúa nhẫn tại Box Office Mojo
- Chúa nhẫn tại Rotten Tomatoes